# 1433 год
1433 (ты́сяча четы́реста три́дцать тре́тий) год  по юлианскому календарю — невисокосный год, начинающийся в четверг. Это 1433 год нашей эры, 3‑й год 4‑го десятилетия XV века 2‑го тысячелетия, 4‑й год 1430‑х годов. Он закончился 592 года назад.
| Пн | Вт | Ср | Чт | Пт | Сб | Вс |
|    |    |    | 1  | 2  | 3  | 4  |
| 5  | 6  | 7  | 8  | 9  | 10 | 11 |
| 12 | 13 | 14 | 15 | 16 | 17 | 18 |
| 19 | 20 | 21 | 22 | 23 | 24 | 25 |
| 26 | 27 | 28 | 29 | 30 | 31 |    |

| Пн | Вт | Ср | Чт | Пт | Сб | Вс |
|    |    |    |    |    |    | 1  |
| 2  | 3  | 4  | 5  | 6  | 7  | 8  |
| 9  | 10 | 11 | 12 | 13 | 14 | 15 |
| 16 | 17 | 18 | 19 | 20 | 21 | 22 |
| 23 | 24 | 25 | 26 | 27 | 28 |    |

| Пн | Вт | Ср | Чт | Пт | Сб | Вс |
|    |    |    |    |    |    | 1  |
| 2  | 3  | 4  | 5  | 6  | 7  | 8  |
| 9  | 10 | 11 | 12 | 13 | 14 | 15 |
| 16 | 17 | 18 | 19 | 20 | 21 | 22 |
| 23 | 24 | 25 | 26 | 27 | 28 | 29 |
| 30 | 31 |    |    |    |    |    |

| Пн | Вт | Ср | Чт | Пт | Сб | Вс |
|    |    | 1  | 2  | 3  | 4  | 5  |
| 6  | 7  | 8  | 9  | 10 | 11 | 12 |
| 13 | 14 | 15 | 16 | 17 | 18 | 19 |
| 20 | 21 | 22 | 23 | 24 | 25 | 26 |
| 27 | 28 | 29 | 30 |    |    |    |

| Пн | Вт | Ср | Чт | Пт | Сб | Вс |
|    |    |    |    | 1  | 2  | 3  |
| 4  | 5  | 6  | 7  | 8  | 9  | 10 |
| 11 | 12 | 13 | 14 | 15 | 16 | 17 |
| 18 | 19 | 20 | 21 | 22 | 23 | 24 |
| 25 | 26 | 27 | 28 | 29 | 30 | 31 |

| Пн | Вт | Ср | Чт | Пт | Сб | Вс |
| 1  | 2  | 3  | 4  | 5  | 6  | 7  |
| 8  | 9  | 10 | 11 | 12 | 13 | 14 |
| 15 | 16 | 17 | 18 | 19 | 20 | 21 |
| 22 | 23 | 24 | 25 | 26 | 27 | 28 |
| 29 | 30 |    |    |    |    |    |

| Пн | Вт | Ср | Чт | Пт | Сб | Вс |
|    |    | 1  | 2  | 3  | 4  | 5  |
| 6  | 7  | 8  | 9  | 10 | 11 | 12 |
| 13 | 14 | 15 | 16 | 17 | 18 | 19 |
| 20 | 21 | 22 | 23 | 24 | 25 | 26 |
| 27 | 28 | 29 | 30 | 31 |    |    |

| Пн | Вт | Ср | Чт | Пт | Сб | Вс |
|    |    |    |    |    | 1  | 2  |
| 3  | 4  | 5  | 6  | 7  | 8  | 9  |
| 10 | 11 | 12 | 13 | 14 | 15 | 16 |
| 17 | 18 | 19 | 20 | 21 | 22 | 23 |
| 24 | 25 | 26 | 27 | 28 | 29 | 30 |
| 31 |    |    |    |    |    |    |

| Пн | Вт | Ср | Чт | Пт | Сб | Вс |
|    | 1  | 2  | 3  | 4  | 5  | 6  |
| 7  | 8  | 9  | 10 | 11 | 12 | 13 |
| 14 | 15 | 16 | 17 | 18 | 19 | 20 |
| 21 | 22 | 23 | 24 | 25 | 26 | 27 |
| 28 | 29 | 30 |    |    |    |    |

| Пн | Вт | Ср | Чт | Пт | Сб | Вс |
|    |    |    | 1  | 2  | 3  | 4  |
| 5  | 6  | 7  | 8  | 9  | 10 | 11 |
| 12 | 13 | 14 | 15 | 16 | 17 | 18 |
| 19 | 20 | 21 | 22 | 23 | 24 | 25 |
| 26 | 27 | 28 | 29 | 30 | 31 |    |

| Пн | Вт | Ср | Чт | Пт | Сб | Вс |
|    |    |    |    |    |    | 1  |
| 2  | 3  | 4  | 5  | 6  | 7  | 8  |
| 9  | 10 | 11 | 12 | 13 | 14 | 15 |
| 16 | 17 | 18 | 19 | 20 | 21 | 22 |
| 23 | 24 | 25 | 26 | 27 | 28 | 29 |
| 30 |    |    |    |    |    |    |

| Пн | Вт | Ср | Чт | Пт | Сб | Вс |
|    | 1  | 2  | 3  | 4  | 5  | 6  |
| 7  | 8  | 9  | 10 | 11 | 12 | 13 |
| 14 | 15 | 16 | 17 | 18 | 19 | 20 |
| 21 | 22 | 23 | 24 | 25 | 26 | 27 |
| 28 | 29 | 30 | 31 |    |    |    |

## События

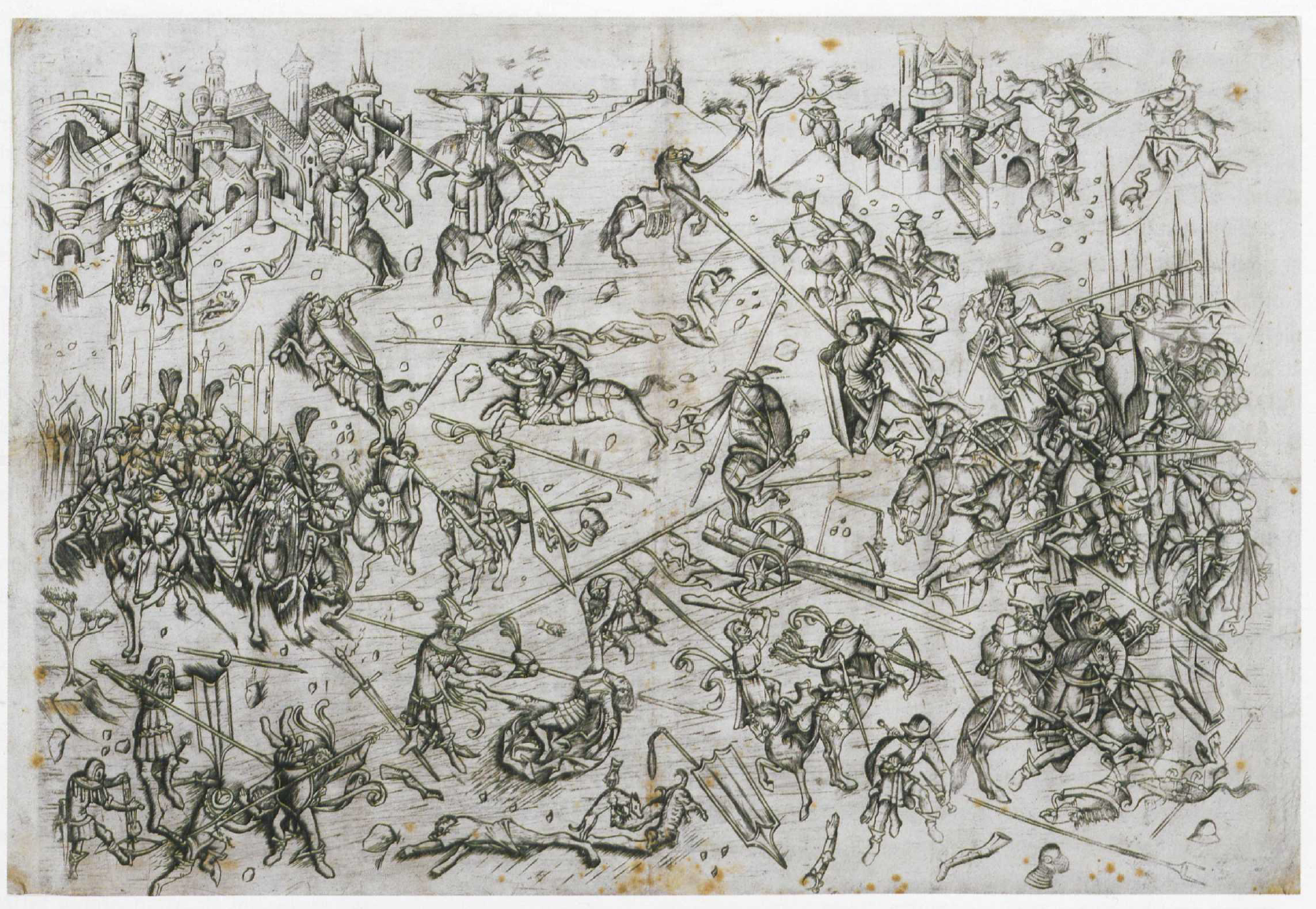
Битва при Хилтерсриде. Гравюра на меди. Париж. Лувр.

- 1350—1490 — Борьба <<трески>> и <<крючков>>. Серия внутренних военных конфликтов, в основном, вокруг титула графа Голландии[1].
- 1407—1435 — война арманьяков и бургиньонов[2].
- 1415—1453 — Ланкастерская война. Третий этап Столетней войны (1337-1453)[3].
- 1420—1434 — Крестовые походы против гуситов[4].
  - 21 сентября — в битве при Хилтерсриде[англ.] баварская армия под командованием пфальыцграфа Иоганна Пфальц-Ноймарктского разбила одну из гуситских армий.
- 1423—1448 — Вторая Гельдернская война[5].
- 1425—1454 — Войны в Ломбардии[6].
- 1426—1435 — Война между Кальмарской унией и Ганзейским союзом[7].
- 1431—1434 — Бакотское восстание против польско-литовских феодалов[8].
- 1431—1435 — первое восстание Священного Братства в Королевстве Галисия против знати пытавшихся сохранить свои привилегии в отношении крестьян и буржуазии (второе в 1467-1469)[9].
- 1431—1435 — Польско-тевтонская война[10].
  - 25 декабря — подписано Ленчицкое перемирие на 12 лет[11].
- 1431—1449 — Базельский собор. Созван папой Мартином V для реформирования церкви, урегулирования военного конфликта с гуситами и воссоединения Западной и Восточной церквей. Провозгласил верховенство соборов над Римским папой[12].
- 1432—1436 — Албанское восстание против Османской империи[13].
- 1432—1479 — Албано-турецкие войны[14].
- 1433—1434 — первый крымский хан Хаджи-Гирей I с переменным успехом вёл борьбу с генуэзцами, в итоге потерпел поражение и в конце 1434 — начале 1435 года бежал в Великое княжество литовское[15].
- 1433—1441 — началась Генуэзско-феодоритская война[16].
- 30 ноября — принятие «Пражских компактатов».
- Битва при Баргебурге. Сражение близ Нордена в Восточной Фризии между хофтлингами Фокко Укеной с одной стороны и братьями Эдцардом и Ульрихом Кирксенами с другой. В этой битве Фокко потерпел поражение и окончательно завершил своё правление, как самый могущественный хофтлинг во фризских землях между Лауэрсом и Везером[17].
- Португальцы появились в устьях Сенегала, где основали факторию Аргим, которая начала устанавливать связи с Томбукту.
- Туареги Сахары захватили Томбукту, Араван и Валату в средневековом Мали.
- Давняя вражда, во Флоренции, между правящим родом Альбицци и богатой и влиятельной семьёй Медичи, слабо представленной в органах управления республики, вылилась в открытое противостояние. В 1433 г. Ринальдо Альбицци, одержав победу на выборах в Синьорию, арестовал и изгнал Козимо Медичи из Флоренции и конфисковал имущество его семьи.
- Герцогом Бургундии,Филиппом Добрым объединена большая часть нынешних Нидерландов и Бельгии.
- Образование Большой Орды в Северном Причерноморье и Нижнем Поволжье.

### ВКЛ
- 1432—1438 — гражданская война в Великом княжестве Литовском[18].
- Повторное пожалования унии Католической церковью привилегий ВКЛ по которой было признано пожизненное достоинство великого князя литовского[19].
- 1433—1434 — Сигизмунд князь Стародубский через митрополита  всея Руси Герасима установил контакты с подданными Свидригайло[19].
- Июль—сентябрь — Свидригайло удалось дойти до Вильно и Трок, но его позиции существенно ослабили репрессии против его влиятельных сторонников: казнь киевского воеводы М.И. Гольшанского и других[20].
- Хан Золотой Орды Улуг-Мухаммед, первоначально поддерживающий Свидригайло, перешёл на строну Сигизмунда[21].

## Русь

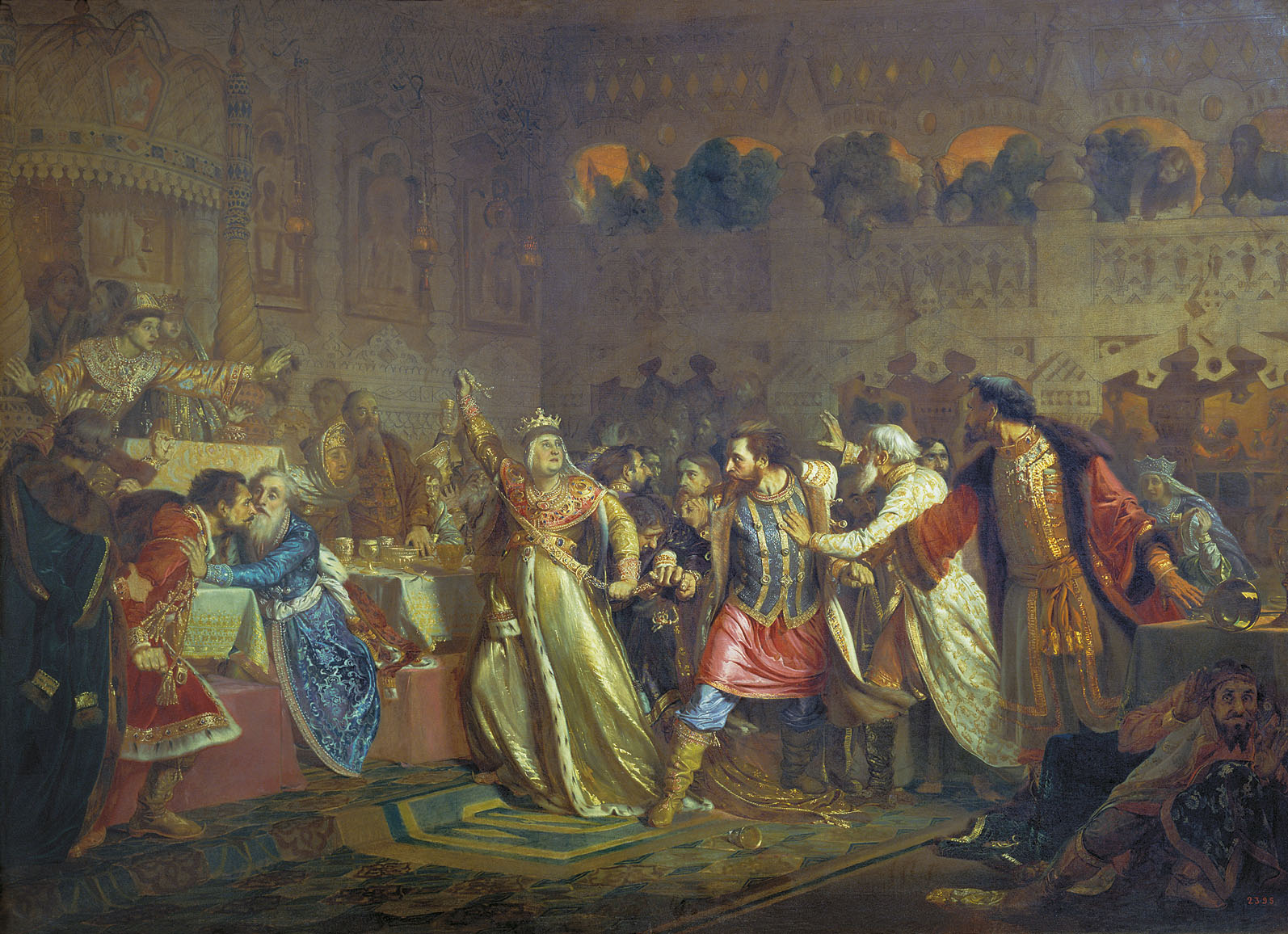
Чистяков П. П. «Великая княгиня Софья Витовтовна, срывающая пояс с Василия Косого на свадьбе Василия Тёмного» (1861)

Правление: 1425—1446 и 1447—1462 — Василий II Васильевич Тёмный и Юрий Дмитриевич (май-лето)

### Василий II Васильевич Тёмный
- Начало года — в Галич-Костромской приезжает боярин Иван Дмитриевич Всеволожский, который начинает подговаривать Юрия Дмитриевича возобновить борьбу за великое княжение[22].
- Начало года — Дмитрий Юрьевич Шемяка, по завещанию отца Юрия Дмитриевича, получил Рузу с волостями, и в совместное владение с братьями — Дмитров и Вятку[23]. Дмитрий Юрьевич Красный по завещанию получал наибольшую долю владений отца: Вышгород (Верейский) со слободами и сёлами, а вне его Галич со всеми волостями, включая и Соль Галичскую (доходное место соледобычи)[24].
- 8 февраля — Свадьба Великого князя московского Василия II и Марии Ярославны[25].
- Скандал на свадьбе Василия II, когда по приказу великой княгини Софьи Витовтовны с князя Василия Юрьевича Косого сняли золотой пояс, якобы похищенный из великокняжеской казны более 70 лет назад. Василий Косой и Дмитрий Шемяка бежали из Москвы в Галич, ограбив по дороге казны ярославских Рюриковичей[25].
- Василий II заключил вассально-союзные договора с можайским князем Иваном Андреевичем и его братом верийским князем Михаилом Андреевичем, с князем Василием Ярославичем и видимо с князем Константином Дмитриевичем. Главным их условием стал запрет удельным князьям на любые самостоятельные связи с Золотой Ордой, а также более строгое определение их служебных обязанностей[25].
- 25 апреля — Князь Юрий Дмитриевич предпринял поход на Москву, который стал полностью неожиданным для московских властей. Василий узнгаёт об этом походе только тогда, когда войско Юрия находилось в Переяславле-Залесском. Василий посылает бояр-послов для переговоров и заключения мира, но послов никто не слушал. Собранная наспех рать московских войск (москвичи-ополченцы) потерпела поражение в битве на Клязьме, после чего Юрий Дмитриевич занял великокняжеский престол в Москве. Василий II бежал с семьёю в Тверь, а оттуда уехал в Кострому[25][22].

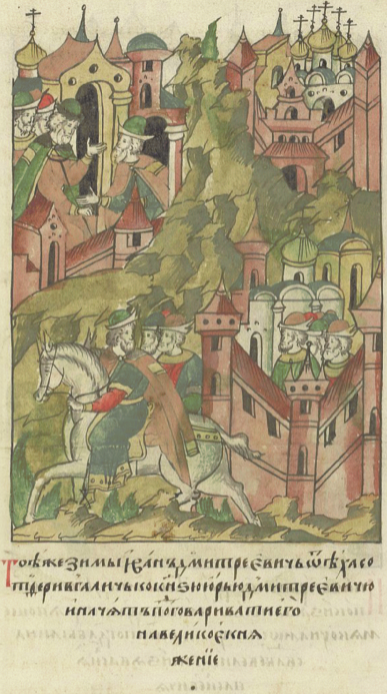
Иван Дмитриевич Всеволож в Галиче-Костромском подговаривает Юрия Дмитриевича на ссору с Василием II
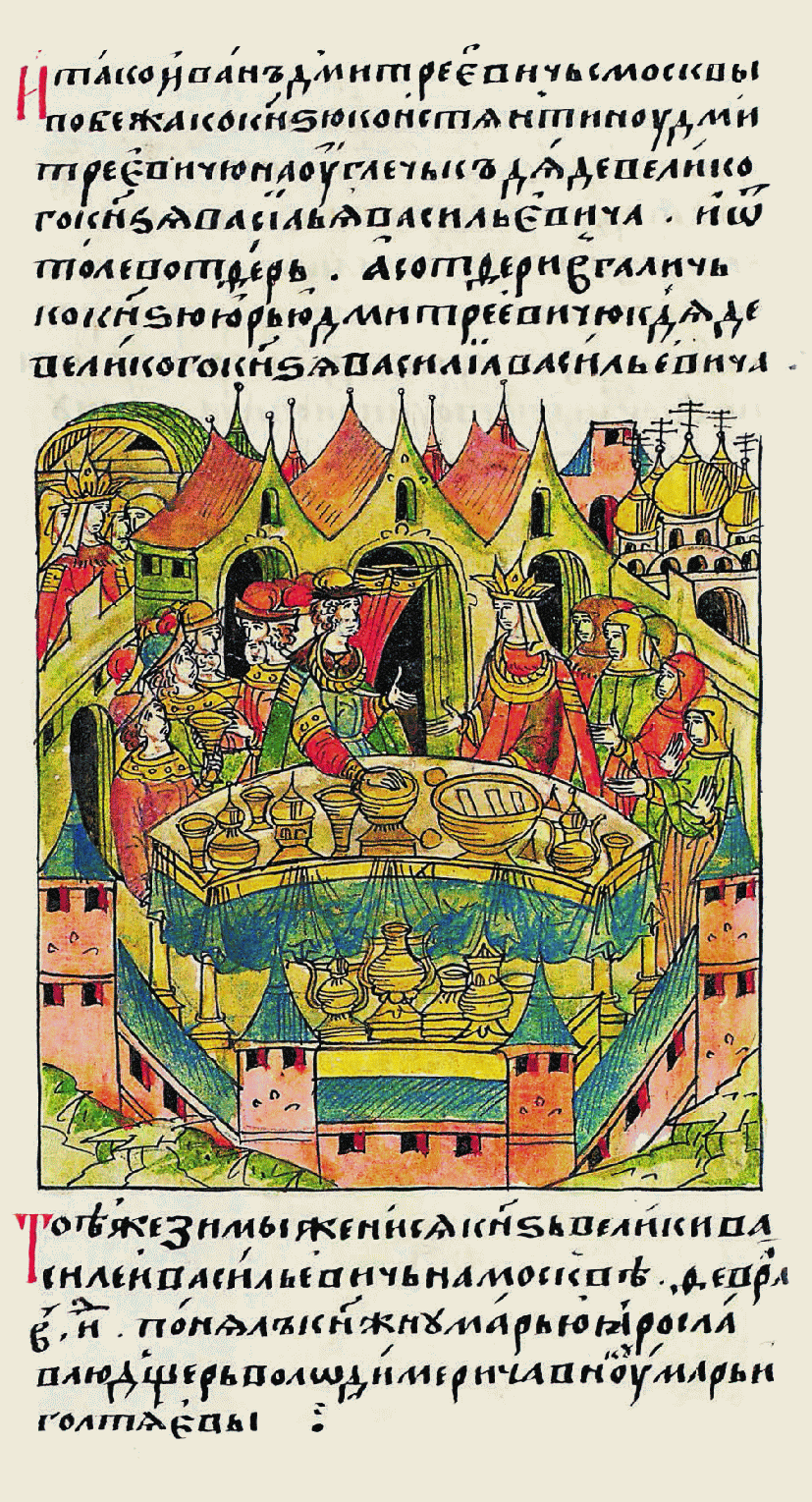
Свадьба Великого князя московского Василия II и Марии Ярославны
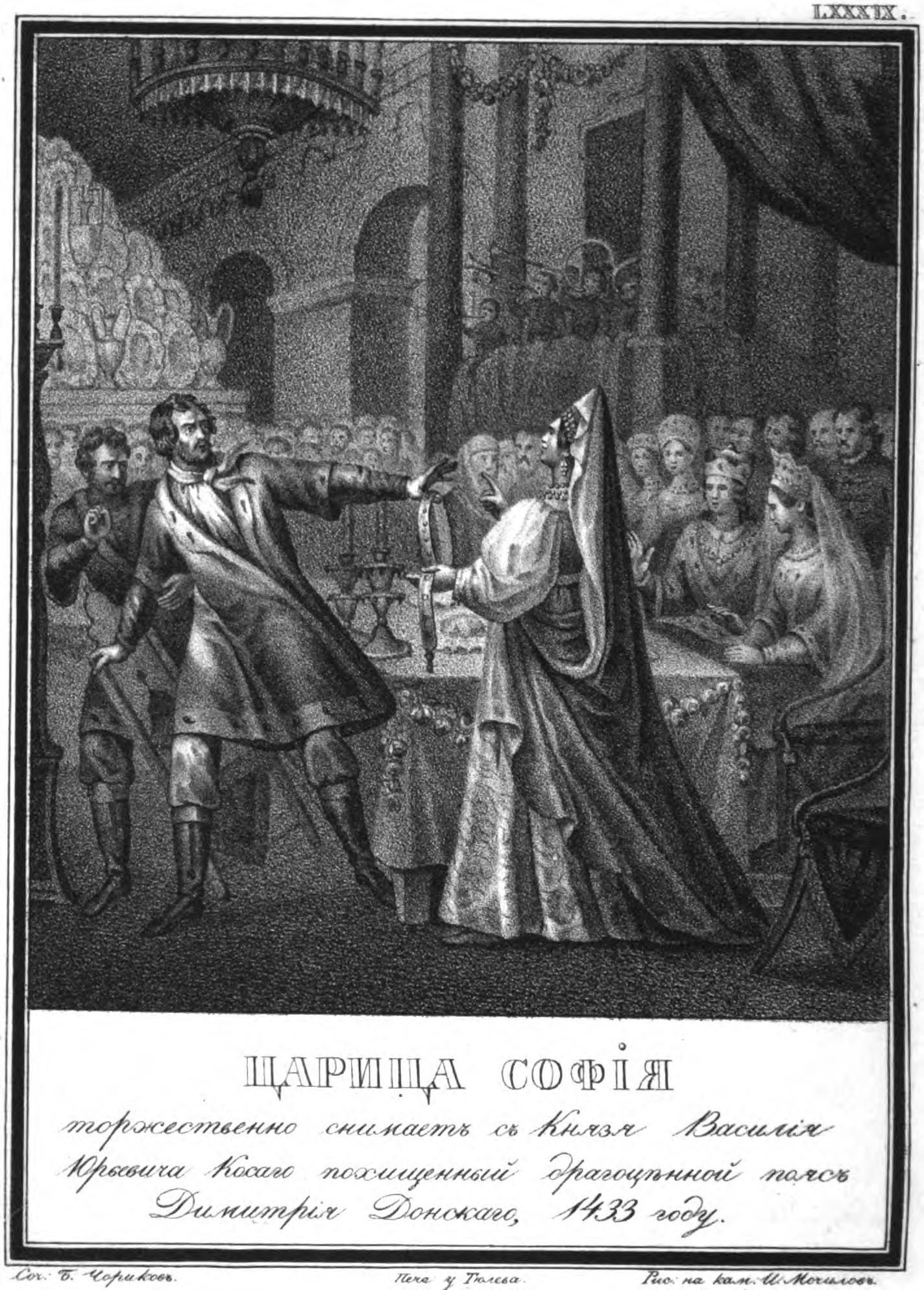
Княгиня София торжественно снимает с Князя Василия Юрьевича Косого похищенный золотой пояс Дмитрия Донского. Чориков Б. А. 1838
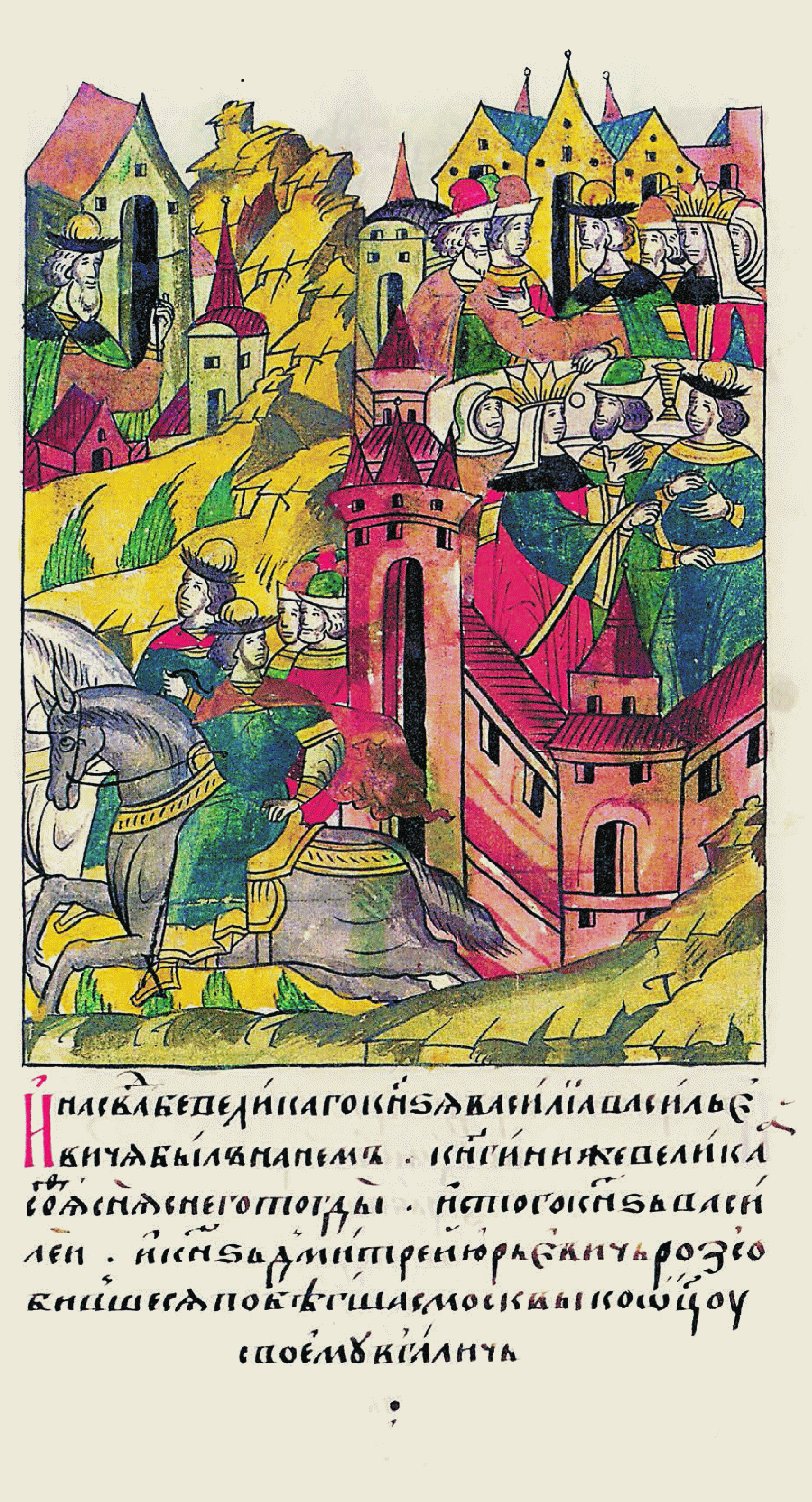
Василий Юрьевич Косой и Дмитрий Юрьевич Шемяка бегут из Москвы после скандала на свадьбе ВАсилия II
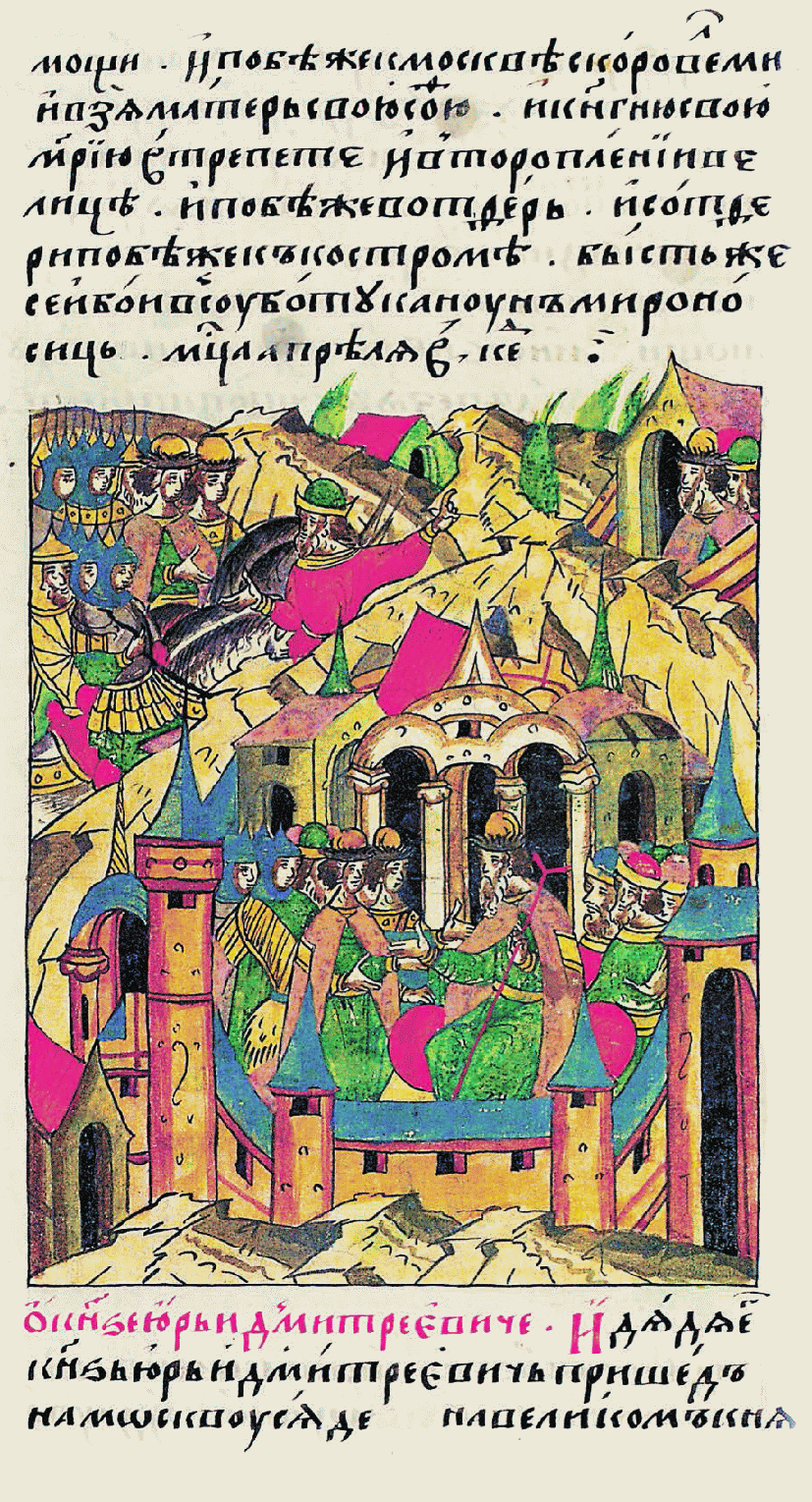
Юрий Дмитриевич придя в Москву сел на великом княжении.

#### Правление Юрий Дмитриевич
- Лето — ставший великим князем московским Юрий Дмитриевич при заключении договора с племянником Василием II выполнил пункт завещания Дмитрия Донского – передал племяннику Коломну (принадлежавшую его отцу Василию I). Последствия оказались весьма нежелательными для нового великого князя: подавляющее большинство служилых бояр и детей боярских, используя традиционное право свободного отъезда, отправились в Коломну к прежнему сюзерену. Это вызвало конфликт в семье и в окружении великого князя: братья Василий Косой и Дмитрий Шемяка убили в кремлёвских палатах советника отца, боярина С. Ф. Морозова (из рода Морозовых), обвинив его в том, что он посоветовал Юрию дать удел Василию II, и бежали из Москвы. И. Д. Всеволож, ранее перешедший на сторону великого князя, вернулся к Василию II. Сложившаяся ситуация вынудила Юрия Дмитриевича вернуть великокняжеский стол племяннику. По новому договору он признал себя «молодшим братом» Василия II, ему запрещалось иметь связи с Ордой и оказывать любую помощь старшим сыновьям Василию Косому и Дмитрию Шемяке, он отказывался от Дмитрова. При этом звенигородско-галицкий князь с младшим сыном князем Дмитрием Юрьевичем Красным получил к уделу Бежецкий Верх, имел право не участвовать в военных действиях против ВКЛ, взаимные финансовые претензии сторон урегулировались с учётом его интересов[25][24].

##### Правление Василий II Васильевич Тёмный
- 28 сентября — возобновление военных действий. Московское войско потерпело поражение от отрядов Василия Косого и Дмитрия Шемяки[25].
- Зима 1433/1434 — участие отрядов из Вятской земли и, возможно, военная помощь Юрия Дмитриевича сыновьям дали московским властям повод для масштабной кампании, вызвавшей ответные действия звенигородско-галицкого князя (в канун похода по приказу Василия II был ослеплён боярин И. Д. Всеволож, которому не простили временной измены – первая подобная расправа в ходе Между усобной войны). Пока соединённые силы (помимо великокняжеских войск, в них вошли отряды всех московских удельных князей, вел. князя рязанского Ивана Ивановича Коротопола) осаждали Галич и разоряли галицкие земли, а также звенигородские и рузские волости, князь Юрий Дмитриевич напал на Белозерский удел (кн. Михаила Андреевича), а его вассалы – на соседние с Рузой можайские волости[25][23].
- Серпуховское княжество переходит к единственному оставшемуся в живых внуку Владимира Андреевича Храброго — Василию Ярославичу[26].
- По приказу новгородского архиепископа Евфимия была заложена Владычная (Грановитая) палата на территории Новгородского детинца.

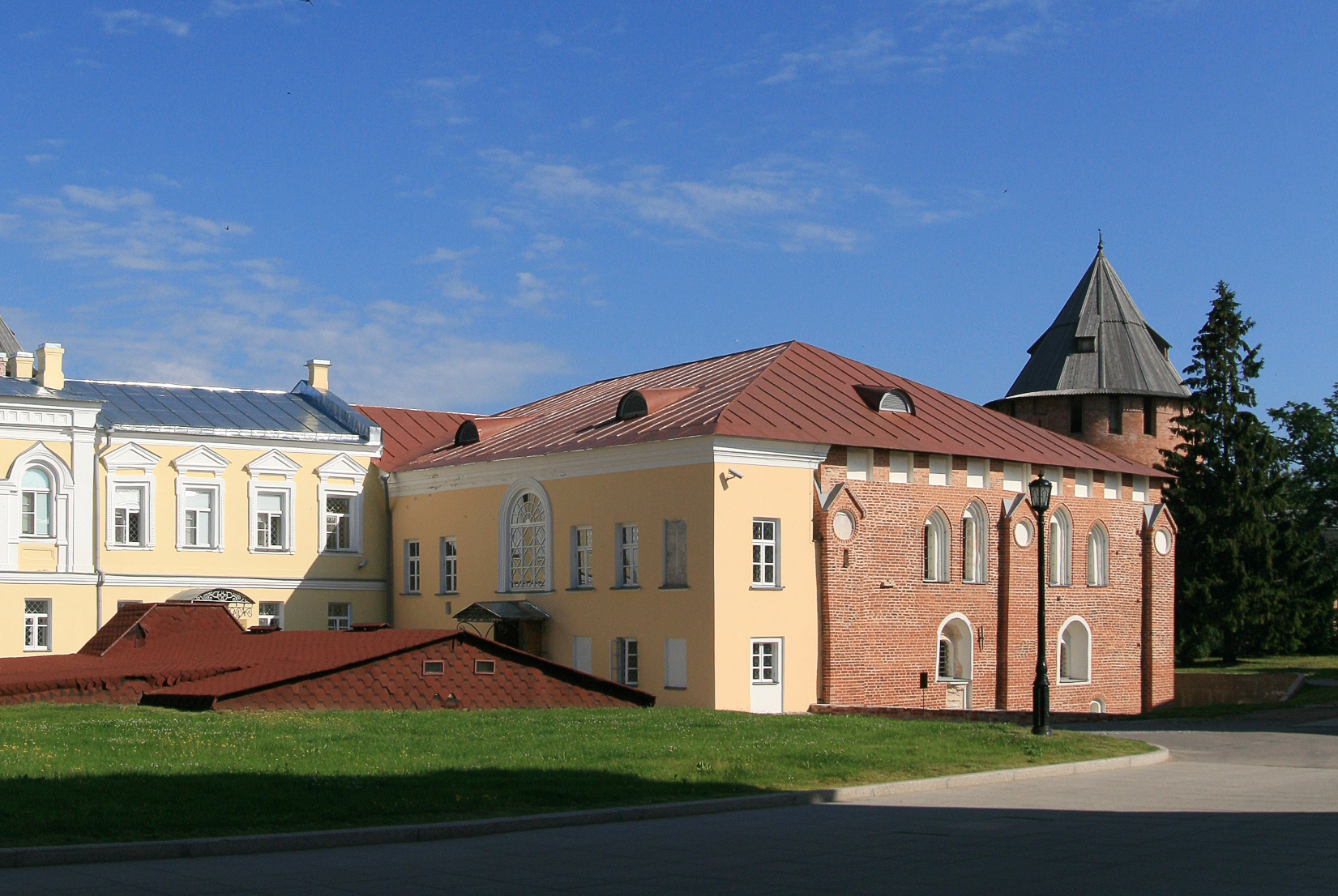
Владычная (Грановитая) палата на территории Новгородского детинца.

## Начало правления
См.также: Список глав государств в 1433 году
- 1433—1438 — правление в Португалии короля Дуарти I.
- 1433—1442 — Император Вьетнама Ле Тхай-тонг.

## Родились
См. также: Категория:Родившиеся в 1433 году
- 19 октября — Марси́лио Фичи́но, итальянский гуманист, философ и астролог, один из ведущих мыслителей раннего Возрождения, основатель и глава флорентийской Платоновской академии; (умер в 1499)

## Скончались
См. также: Категория:Умершие в 1433 году
- 18 августа — Жуан I, король Португалии с 1385 года (род. 1357)